# Oki (provincia)

Mappa delle province giapponesi con la provincia di Oki evidenziata.

Oki, formalmente scritta come Oki no Kuni (giapponese: 隠岐国), fu una provincia del Giappone che comprendeva le isole Oki nel Mare del Giappone, situate al largo della costa delle province di Izumo e Hoki. La provincia di Oki corrisponde all'attuale prefettura di Shimane.
Le isole Oki comprendono due isole relativamente grandi ed alcune più piccole. La capitale della provincia era situata nel luogo dove ora c'è la città di Saigo, ma di essa sono presenti pochi resti, tra i quali il tempio provinciale.
Oki fu un luogo d'esilio, dove vennero confinati gli imperatori Go-Toba e Go-Daigo.
A partire dal Periodo Kamakura la provincia di Oki venne governata dallo shugo della provincia di Izumo. Nel Periodo Muromachi fu governata nell'ordine dal clan Sasaki, dal clan Yamana e dal clan Kyogoku. Nel Periodo Sengoku fu governata dal clan Amako; dopo la sua caduta sorse lo Shogunato Tokugawa, che dichiarò la provincia un dominio dello Shōgun e nominò governatore Matsue han, un daimyō appartenente al clan Matsudaira e parente dello Shogun.